# Elum
Elum est l'un des villages de la commune de Widikum-Boffe, département de la Momo de la région du Nord-Ouest du Cameroun.

## Organisation
Elum est divisé en 8 quartiers : Ngaku, Gurigoh, Gubieh, Azah, Barben, Formusopoh, Jingha, et Djibuh.

## Population
Au dernier recensement de 2005, le village comptait 446 habitants, dont 9 220 hommes et 226 femmes. En 2011, la population est estimée à 887 habitants dont 180 hommes, 204 femmes, 241 jeunes et 223 enfants.